# Palazzina Cinese

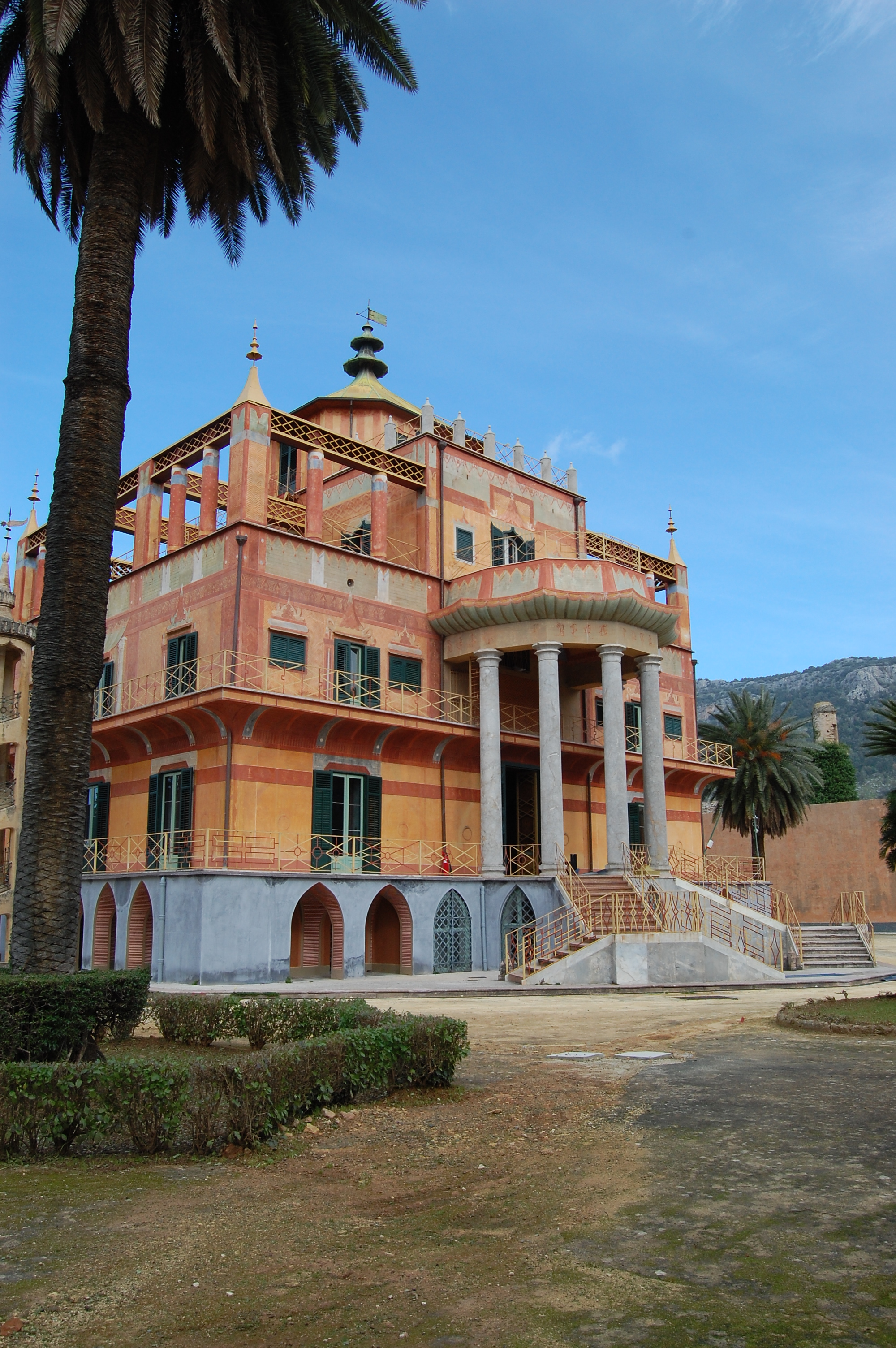
Palazzina Cinese

Die Palazzina Cinese, auch Casina Cinese genannt, ist ein Palast in Palermo. Er liegt am Südwesthang des Monte Pellegrino am Rand des Stadtparks Parco della Favorita.

## Geschichte
Der Palast wurde 1798/1799 unter der Leitung von Giuseppe Venanzio Marvuglia erbaut. Sein Auftraggeber war Ferdinand III.
Als dieser von Neapel aus vor französischen Truppen ausweichen musste, suchte er Zuflucht in Palermo und ließ für sich und seine Ehefrau Maria Karolina den Palast als Exilresidenz errichten.

## Beschreibung
Vom Eingang des Parco della Favorita aus führt eine Allee zum Palast. Zu beiden Seiten der Allee wurden labyrinthartige und von hohen Hecken begrenzte Wege angelegt.
Marvuglia versah das dreistöckige Gebäude mit damals bevorzugten chinesischen Stilelementen.
Im Inneren des Gebäudes gab es u. a. einen türkischen und einen chinesischen Salon. Die Innenräume wurden mit aufwändigen Fresken ausgestattet, u. a. von Giuseppe Velasco.
In einem der ehemaligen Wirtschaftsgebäude befindet sich heute das Volkskundemuseum Museo Etnografico Siciliano Giuseppe Pitrè.

Palazzina Cinese
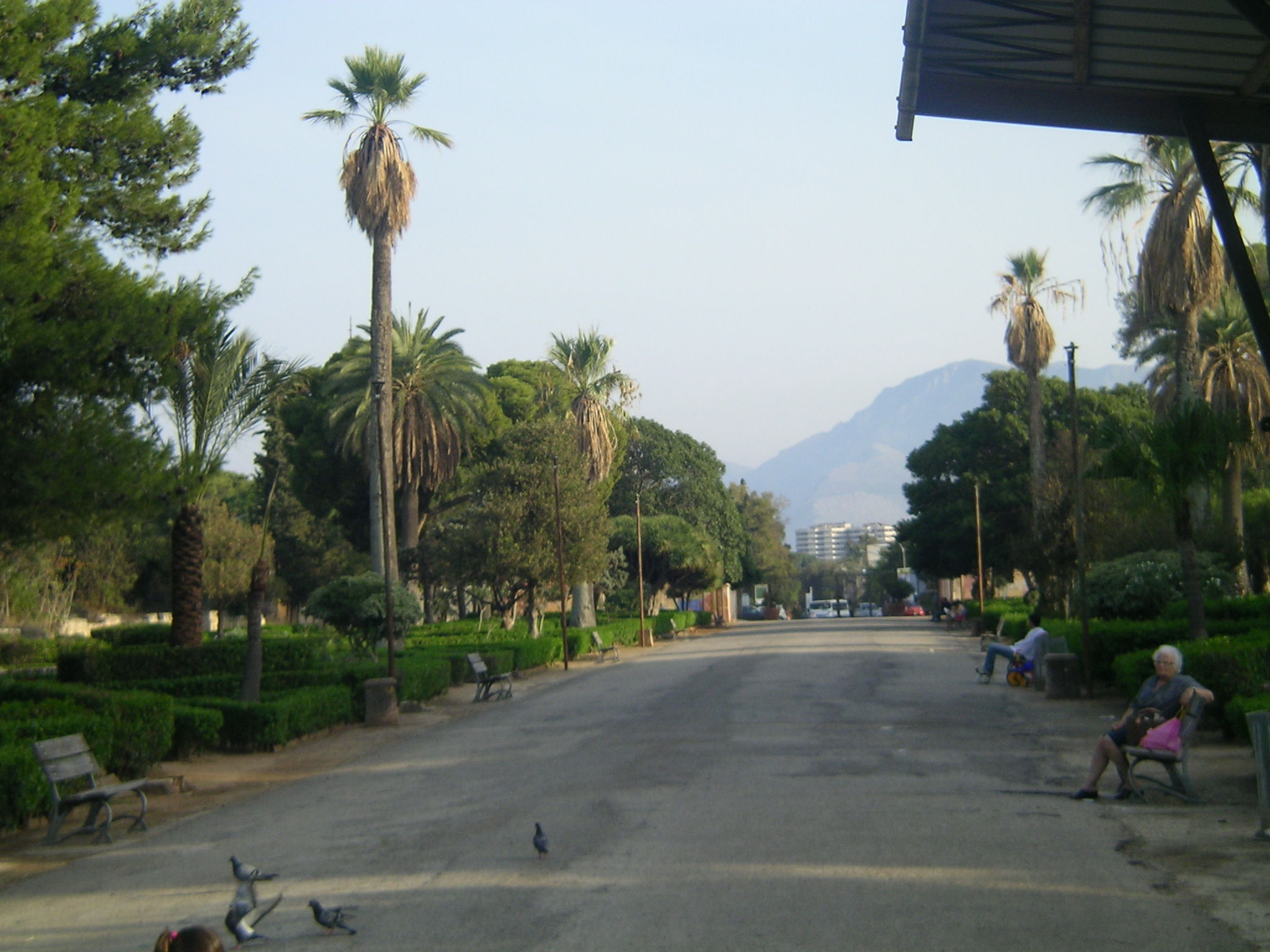
Zufahrtsallee, vom Palast aus gesehen
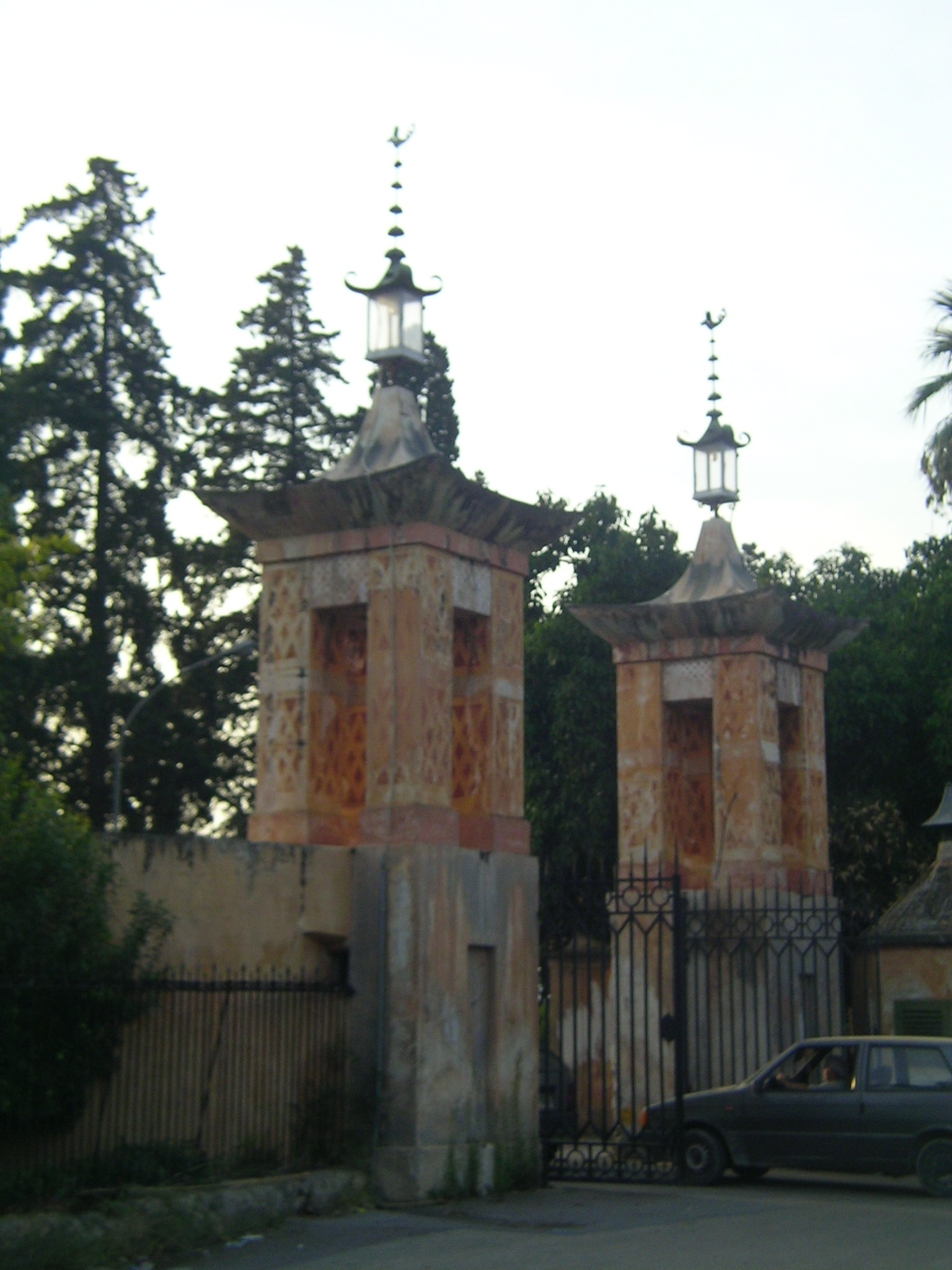
Einfahrt zum Palast
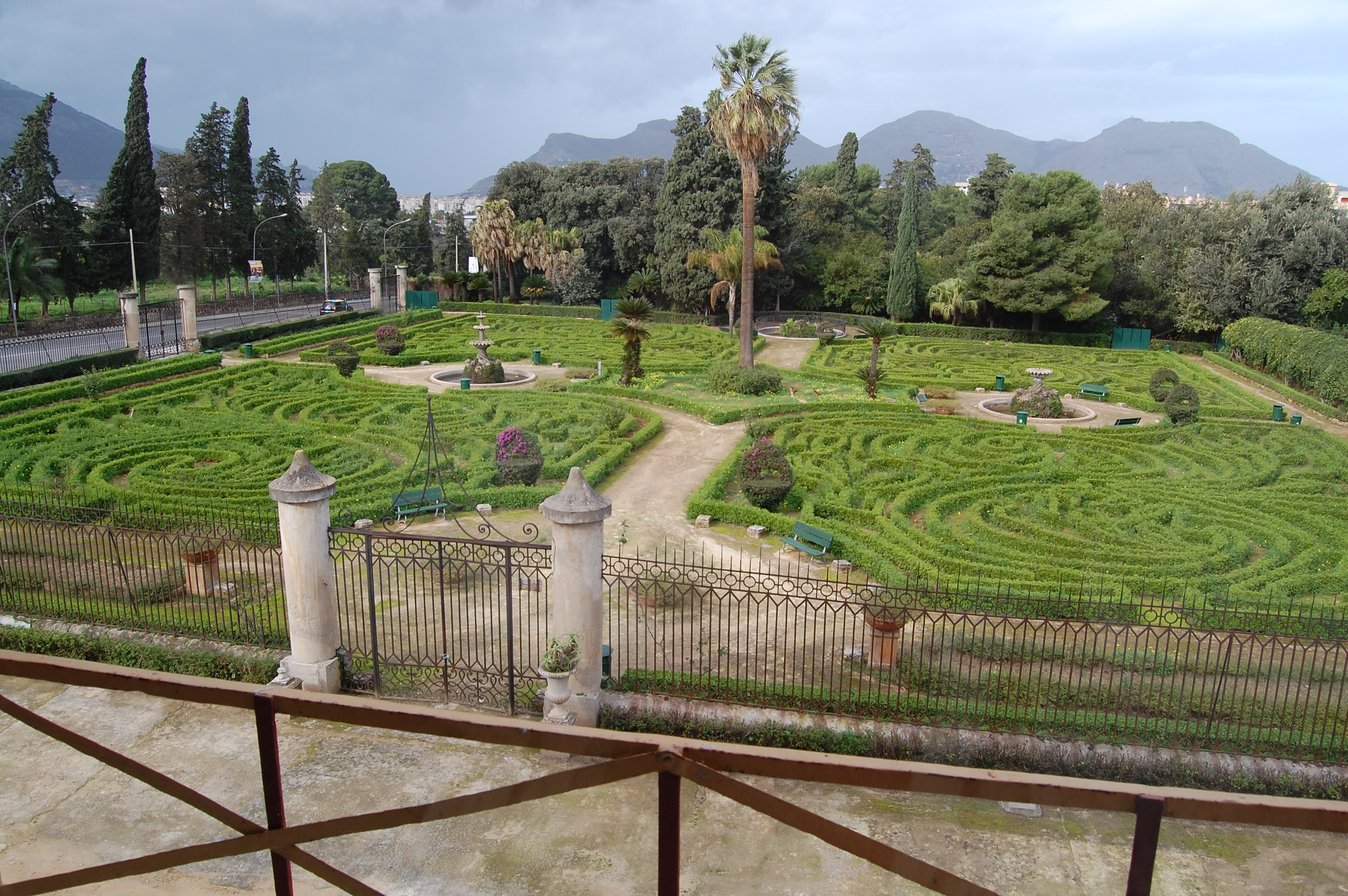
Labyrinthartige Gartenanlage
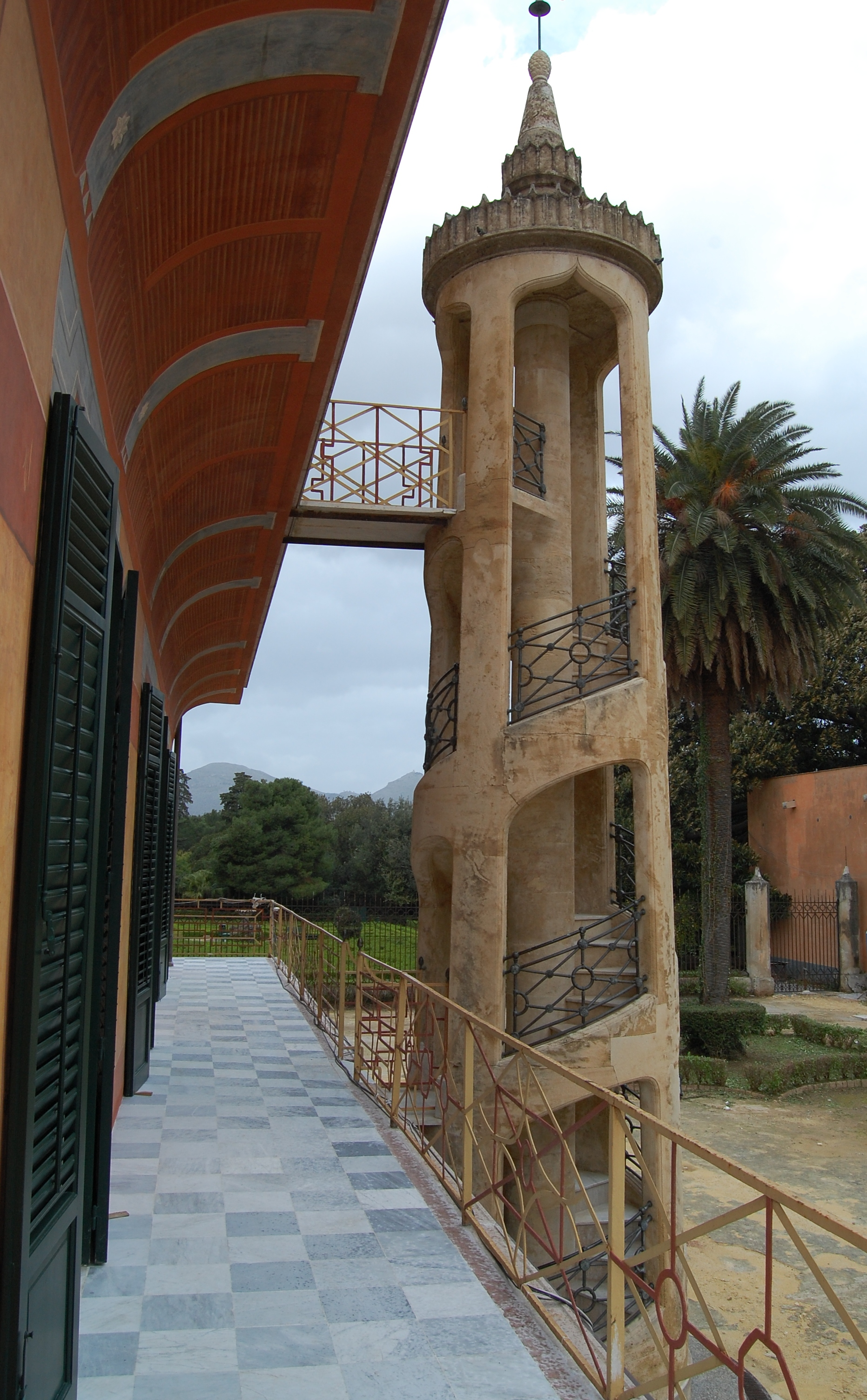
Detail des Gebäudes
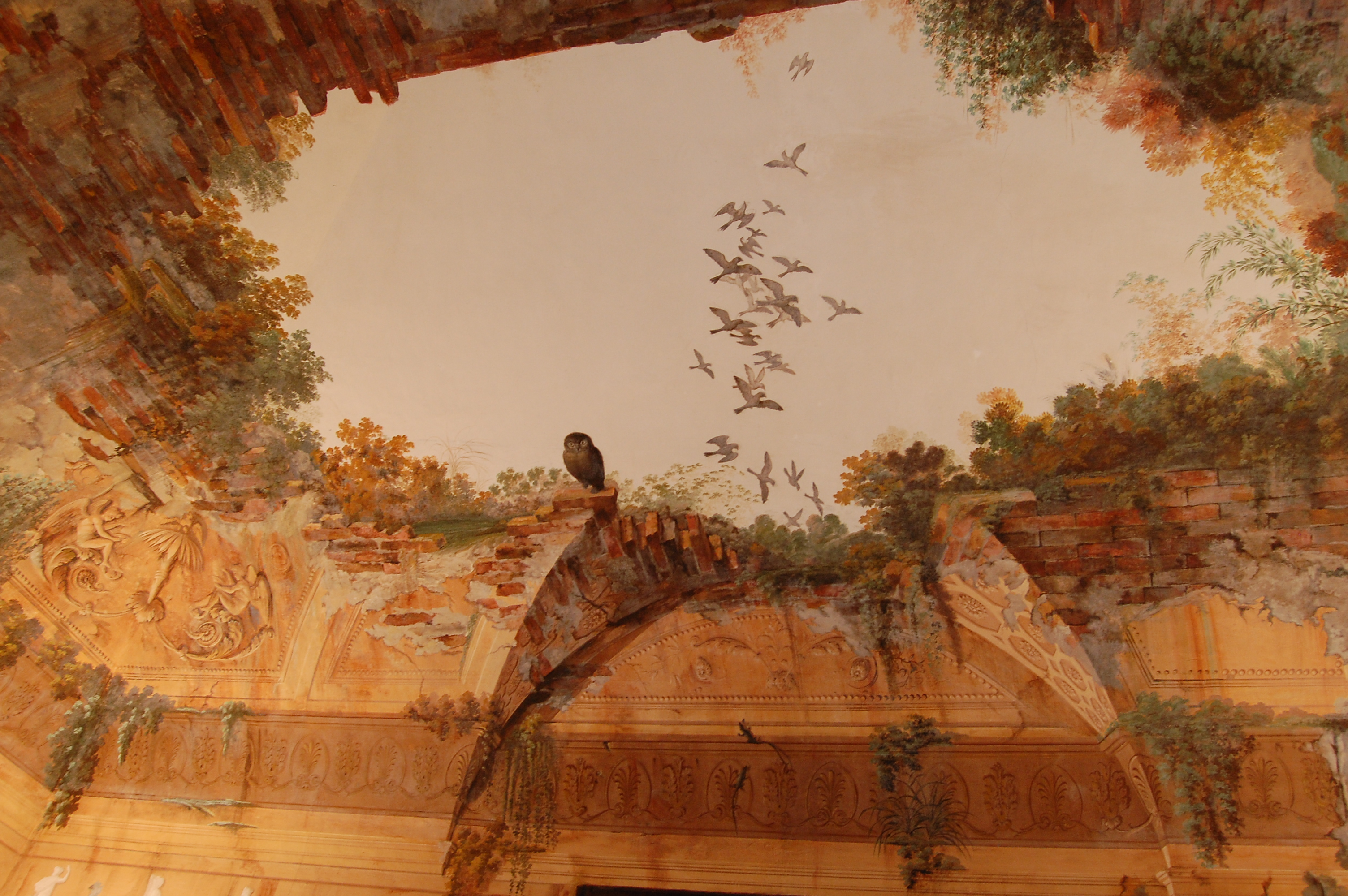
Fresko von Giuseppe Velasco